# Tadashi Yanai
Tadashi Yanai (柳井 正, Yanai Tadashi, nascut el 7 de febrer de 1949) és un home de negocis japonès, el fundador i president de Fast Retailing, del qual Uniqlo (ユ ニ ク ロ, "roba única") és una filial. El gener de 2014 estava situat al lloc nombre 35 de les persones més riques del món per Bloomberg, convertint-se en l'home més ric del Japó, amb un valor net estimat de 19.900.000.000 US$ el 2009 i de 17,6 mil milions US$ en 2014.

## Biografia

### Primers anys
Yanai va néixer a Ube, Prefectura de Yamaguchi, al febrer de 1949. Els noms dels seus pares són Kanichi Yanai i Hisako Mori Yanai. Va assistir a l'institut d'Ube i més tard a la Universitat de Waseda, on es va graduar el 1971 amb una llicenciatura en Economia i Ciència Política. El seu oncle era un activista per a l'eliminació de la discriminació de la gent de classe baixa, anomenada burakumin (grup minoritari de la societat japonesa).

### Carrera
El 1971, Yanai va començar en el negoci amb la venda d'estris de cuina i roba d'home en un supermercat JUSCO. Després d'un any en JUSCO, va renunciar i es va unir a la sastreria del seu pare. Yanai va obrir la primera botiga Uniqlo a Hiroshima en 1984, i va canviar el nom de l'empresa del seu pare Ogori Shoji a Fast Retailing el 1991.
A la dècada de 1990, va traslladar la seva indústria a la Xina, per obtenir avantatge sobre la base de producció dels fabricants japonesos rivals, que també estava augmentant. Així, es van produir canvis importants: d'una banda, quant a la producció, va enfortir el grau de requisits d'integració i, per altra banda, va obligar a tots els socis proveïdors que l'elecció de materials i gestió de processos estiguessin estrictament d'acord amb les especificacions de l'UNIQLO. Yanai també aprofitar de forma activa una part de les matèries primeres, com ara pastura de llana de Mongòlia comprada directament als pastors i negociants d'ovelles per prendre el control de la qualitat de la seva roba. Finalment, es va obrir pas per Hong Kong, Corea, i els mercats europeus i americans.
Ha declarat: " […] Puc parèixer un home d'èxit, però he comès molts errors. Les persones prenen massa seriosament els seus fracassos. Cal ser positiu i creure que vas a trobar l'èxit la propera vegada". Està casat, i té dos fills, Kazumi i Koji, que viuen amb el seu pare a Tòquio.

## Obres
Tadashi Yanai ha escrit dos llibres sobre les seves experiències com home de negocis:
- One Win, Nine Losses (1991)[9]
- Throw Away Your Success in a Day (2009)